# بطولة الأندية الآسيوية 1998–99
بطولة الأندية الآسيوية 1998–99 كانت النسخة رقم 18 من منافسة كرة القدم الدولية السنوية للأندية والتي تقام في منطقة الاتحاد الآسيوي لكرة القدم (آسيا). وقد تم تحديد بطل أندية كرة القدم في آسيا لهذه السنة.
توج نادي جوبيلو إيواتا الياباني باللقب، بعد تغلبه على نادي استقلال طهران الإيراني بنتيجة 2–1.

## النهائي
| جوبيلو إيواتا                           | 2 – 1 | استقلال طهران      |
| --------------------------------------- | ----- | ------------------ |
| هيديتو سوزوكي 36' · ماساشي ناكاياما 45' |       | سيروس دينمحمدي 66' |

## البطل
| 1998–99 بطولة الأندية الآسيوية جوبيلو إيواتا اللقب الأول |